# Emilio Garreaud

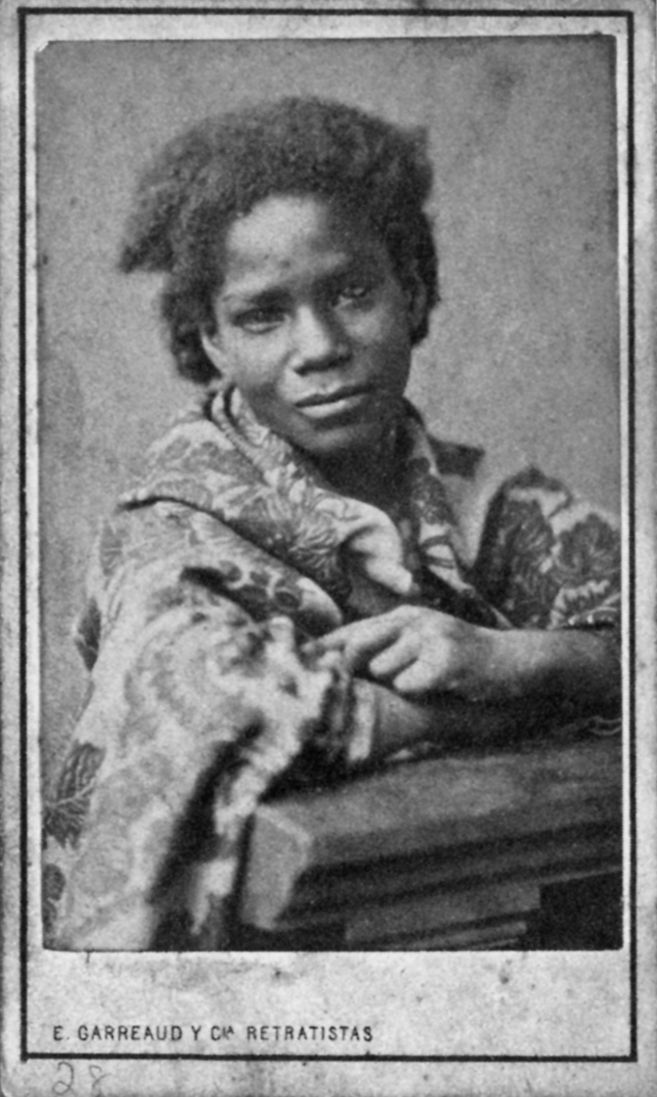
Portrét ženy, asi 1858

Pedro Emilio Garreaud (23. července 1834 – 8. prosince 1875) byl francouzský fotograf, který pracoval mezi Peru a Chile.

## Životopis
Narodil se 23. července 1834 ve městě Le Mans a zemřel v roce 1875 ve Viña del Mar v Chile. Jeho rodiči byli Pierre Garreaud a Marie-Louise-Aimée Elisa Bacq. Ve dvaceti letech dorazil do Peru, do přístavu Callao, v listopadu 1855 na palubě anglické lodi Commerce, ve společnosti operní pěvkyně Sophie Kammererové a také fotografa T. Amica Gazana, s nímž o tři měsíce později otevřel fotografický ateliér v Plateros de San Pedro, poblíž ateliéru Američana Benjamina Franklina Pease. Název ateliéru byl „Fotografía de París“, což byl nový název, stejně jako termíny používané v té době, jako daguerrotypie a ambrotypie. V září 1858 Amic Gazan společnost opustil a Garreaud se stal jediným odpovědným pracovníkem pod názvem E. Garreaud y Cía.
V červnu 1859 otevřel druhý ateliér na adrese Plateros č.p. 239, luxusně zařízený a s barevnými portréty mnoha významných osobností, různými obrazy, sochami a dalšími uměleckými předměty. Garreaudova galerie, pokračující v Peasově příkladu, zůstala trvale otevřena a stala se místem setkávání, kde se člověk mohl učit malovat, poslouchat hudbu a užívat si populární „Cosmorama“ neboli „Optický kabinet“, módní vizuální hry.
Na technické úrovni je Garreaud považován za hlavního propagátora přechodu od daguerrotypie k mokré kolodiové fotografii v Peru. Dalšími aspekty, které během své kariéry zavedl, zahrnovaly Rembrandtovy portréty, velkoformátové portréty, císařské kartičky (Tarjeta Imperial), portréty na skle, miniatury, kolorované fotografie, reliéfní portréty na papíře a smaltované nebo mozaikové portréty.
V srpnu 1859 vstoupil Emile Garreaud do partnerství s podnikatelem Amandusem Mollerem, zřejmě proto, aby splatil dluhy vzniklé v důsledku rozšíření svých dvou ateliérů. V lednu 1860 je musel za nejasných okolností opustit. To vedlo Peasea k obvinění Mollera z toho, že nechal Emila Garreauda bez domova, porušil smlouvu a zneužil dobré jméno francouzského fotografa.
Začátkem roku 1860 odcestoval do Chile, ale následující rok se vrátil a 28. prosince 1861 se oženil s Pařížankou Marií-Christiane-Adèlou Tessierovou. Kolem roku 1863 měl ateliér na ulici Ucayali 28 v Limě, podepisoval se jako Garreaud y Cía. Během těchto let došlo k poklesu cen fotografie v důsledku konkurence mezi ateliéry, což vedlo k tomu, že se hlavní ateliéry dohodly na nabízení pevné ceny za fotografie.
Dne 2. ledna 1864 v čísle 360 novin El Mercurio oznámil výstavu tisíce barevných karet s použitím systému, který nedávno dorazil z Paříže, a v následujícím čísle nabídl své služby pro portréty v „elegantním malém salonku s toaletním stolkem, aby se mladé dámy mohly obléknout“. Následující rok se několik jeho fotografií objevilo v Geografickém atlasu Peru od Mariana Felipeho Paze Soldána. Nejpozoruhodnější jsou fotografie Indiánů a panoramatický pohled na Arequipu pořízený během „jeho cesty do vnitrozemí Peru“, jak uvádí Paz Soldán.
Kolem roku 1865 se s manželkou přestěhoval do Chile, kde otevřel ateliéry v Copiapó, v roce 1868 v Santiagu, v roce 1869 ve Valparaíso, v Talce, La Sereně a Concepciónu. V Chile přijal logo, které umožňuje identifikaci jeho fotografií: chilský erb nebo letící kondor s ovcí v drápech a sopkou za ním. V roce 1867 se ateliér v Copiapó zúčastnil Světové výstavy v Paříži, jak vyplývá z vizitek alba ze sbírky Cisnerose Sáncheze.
V roce 1870 se mu narodil syn Fernando Garreaud, který pokračoval v otcově fotografické tradici. Ve stejném roce vydal s pomocí Pedra H. Adamse, který byl jeho partnerem nebo zaměstnancem, album 22 velkoformátových fotografií s názvem Vistas de la Patagonia, del Estrecho y de la Tierra del Fuego (Pohledy na Patagonii, úžinu a Ohňovou zemi), které svázalo nakladatelství El Mercurio de Valparaíso. Chilské motivy zavedl také do vánočních a novoročních přání, čímž nahradil ty, které přicházely z Anglie. V roce 1872 firma získala ocenění na výstavě v Santiagu. V roce 1874 vydal Álbum del Santa Lucía, které obsahovalo 49 velkoformátových fotografií s texty Benjamína Vicuñi Mackenny.
V roce 1875 způsobil kolaps dolu Caracoles jeho bankrot, protože tam investoval veškerý svůj zisk. V říjnu téhož roku žil nemocný ve Viña del Mar a krátce poté zemřel.

## Galerie

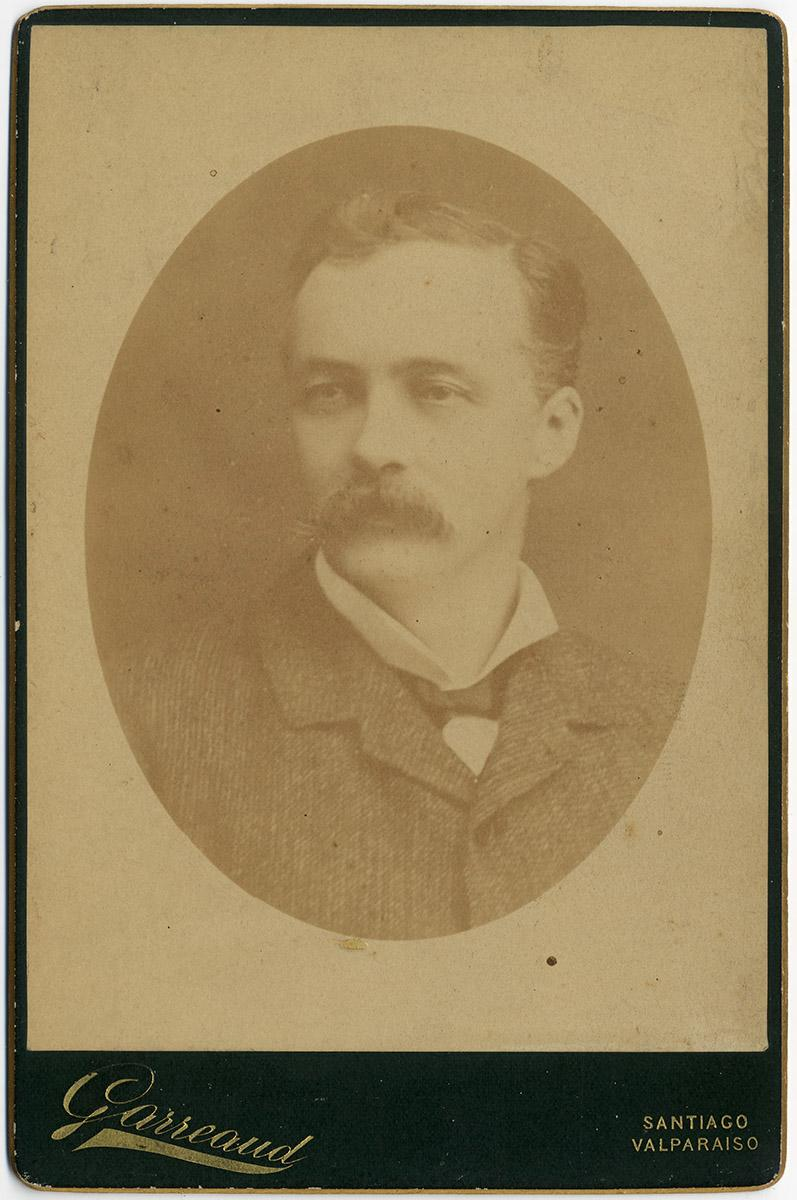
Ricardo Cumming (1849–1891) byl chilský obchodník, známý svou aktivní rolí jako stoupenec Kongresu během občanské války v roce 1891. Podílel se na útoku proti námořním silám vládního režimu, za což byl odsouzen k trestu smrti.
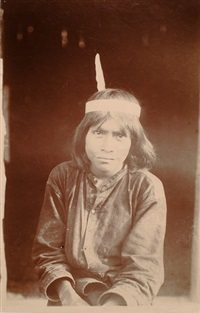
Peru, mladý Indián
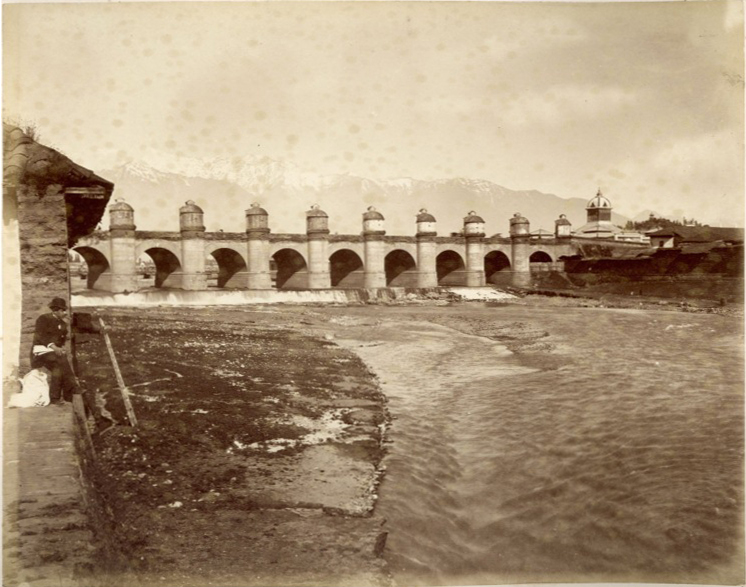
Most Calicanto přes řeku Mapocho v Santiagu de Chile (1860), ikonický kamenný most postavený v 18. století, důležitý dopravní uzel ve městě